# Liste der denkmalgeschützten Objekte in Fiľakovo
Die Liste der denkmalgeschützten Objekte in Fiľakovo enthält die nach slowakischen Denkmalschutzvorschriften geschützten Objekte in der Gemeinde Fiľakovo im Okres Lučenec.

## Denkmäler
| Foto |                 | Denkmal / č. ÚZPF                                 | Standort / Konskr. Nr.                                 | Offizielle Beschreibung                    | Beschreibung | Metadaten                                                                   |
| ---- | --------------- | ------------------------------------------------- | ------------------------------------------------------ | ------------------------------------------ | ------------ | --------------------------------------------------------------------------- |
| ja   | Datei hochladen | Denkmal(sk) ObjektID: 606-507/0                   | 0 Standort KG: Filakovo Konskr.Nr.:                    | štrajk 1936                                |              | č. NKP: 606-507/0 Stand des NKP: 2012-02-08 Name: POMNÍK                    |
| ja   | Datei hochladen | Wohnturm(sk) ObjektID: 606-440/1                  | 1936 Standort KG: Filakovo Konskr.Nr.: 1936            | stará veža-ruina                           |              | č. NKP: 606-440/1 Stand des NKP: 2012-02-08 Name: VEŽA OBYTNÁ               |
| ja   | Datei hochladen | Burgpalast(sk) ObjektID: 606-440/2                | 1936 Standort KG: Filakovo Konskr.Nr.: 1936            | hradné jadro - hradný palác-ruina          |              | č. NKP: 606-440/2 Stand des NKP: 2012-02-08 Name: PALÁC HRADNÝ              |
| ja   | Datei hochladen | Kanonenbastion(sk) ObjektID: 606-440/3            | 1936 Standort KG: Filakovo Konskr.Nr.: 1936            | hradné jadro - južná bašta-ruina           |              | č. NKP: 606-440/3 Stand des NKP: 2012-02-08 Name: BAŠTA DELOVÁ              |
| ja   | Datei hochladen | Burgvorhof 1(sk) ObjektID: 606-440/4              | 1936 Standort KG: Filakovo Konskr.Nr.: 1936            | hradné jadro - hradné nádvorie             |              | č. NKP: 606-440/4 Stand des NKP: 2012-02-08 Name: NÁDVORIE HRADNÉ I.        |
| ja   | Datei hochladen | Burgmauer 1(sk) ObjektID: 606-440/5               | 1936 Standort KG: Filakovo Konskr.Nr.: 1936            | hradné jadro - severný hradbový múr        |              | č. NKP: 606-440/5 Stand des NKP: 2012-02-08 Name: MÚR HRADBOVÝ I.           |
| ja   | Datei hochladen | Zisterne 1(sk) ObjektID: 606-440/6                | 1936 Standort KG: Filakovo Konskr.Nr.: 1936            | hradné jadro - cisterna                    |              | č. NKP: 606-440/6 Stand des NKP: 2012-02-08 Name: CISTERNA I.               |
| ja   | Datei hochladen | Turm(sk) ObjektID: 606-440/7                      | 1936 Standort KG: Filakovo Konskr.Nr.: 1936            | hradné jadro - obilná jama-základy         |              | č. NKP: 606-440/7 Stand des NKP: 2012-02-08 Name: JAMA ZÁSOBNÁ              |
| ja   | Datei hochladen | Burgmauer, Abschirmung 1(sk) ObjektID: 606-440/8  | 1936 Standort KG: Filakovo Konskr.Nr.: 1936            | predhradie I. - štítový múr s kazematmi    |              | č. NKP: 606-440/8 Stand des NKP: 2012-02-08 Name: MÚR ŠTÍTOVÝ I.            |
| ja   | Datei hochladen | Zugangstreppenhaus 1(sk) ObjektID: 606-440/9      | 1936 Standort KG: Filakovo Konskr.Nr.: 1936            | predhradie I. - prístupové schodisko       |              | č. NKP: 606-440/9 Stand des NKP: 2012-02-08 Name: SCHODISKO PRÍSTUPOVÉ I.   |
| ja   | Datei hochladen | Burgmauer 2(sk) ObjektID: 606-440/10              | 1936 Standort KG: Filakovo Konskr.Nr.: 1936            | predhradie I. - hradné nádvorie            |              | č. NKP: 606-440/10 Stand des NKP: 2012-02-08 Name: NÁDVORIE HRADNÉ II.      |
| ja   | Datei hochladen | Burgbrunnen(sk) ObjektID: 606-440/11              | 1936 Standort KG: Filakovo Konskr.Nr.: 1936            | predhradie I. - hradná studňa              |              | č. NKP: 606-440/11 Stand des NKP: 2012-02-08 Name: STUDŇA HRADNÁ            |
| ja   | Datei hochladen | Zisterne 2(sk) ObjektID: 606-440/12               | 1936 Standort KG: Filakovo Konskr.Nr.: 1936            | predhradie I. - cisterna                   |              | č. NKP: 606-440/12 Stand des NKP: 2012-02-08 Name: CISTERNA II.             |
| ja   | Datei hochladen | Wachgebäude(sk) ObjektID: 606-440/13              | 1936 Standort KG: Filakovo Konskr.Nr.: 1936            | predhradie I. - dom hradnej stráže         |              | č. NKP: 606-440/13 Stand des NKP: 2012-02-08 Name: DOM STRÁŽNY              |
| ja   | Datei hochladen | Wehrbastion(sk) ObjektID: 606-440/14              | 1936 Standort KG: Filakovo Konskr.Nr.: 1936            | predhradie I. - Perényiho veža             |              | č. NKP: 606-440/14 Stand des NKP: 2012-02-08 Name: BAŠTA BRÁNOVÁ            |
| ja   | Datei hochladen | Burgmauer, Abschirmung 2(sk) ObjektID: 606-440/15 | 1936 Standort KG: Filakovo Konskr.Nr.: 1936            | predhradie I. - štítový múr s kazematmi    |              | č. NKP: 606-440/15 Stand des NKP: 2012-02-08 Name: MÚR ŠTÍTOVÝ II.          |
| ja   | Datei hochladen | Zugangstreppenhaus 1(sk) ObjektID: 606-440/16     | 1936 Standort KG: Filakovo Konskr.Nr.: 1936            | predhradie I. - prístupové schodisko       |              | č. NKP: 606-440/16 Stand des NKP: 2012-02-08 Name: SCHODISKO PRÍSTUPOVÉ II. |
| ja   | Datei hochladen | Kanonenturm(sk) ObjektID: 606-440/17              | 1936 Standort KG: Filakovo Konskr.Nr.: 1936            | predhradie II. - Bebekova batériová veža   |              | č. NKP: 606-440/17 Stand des NKP: 2012-02-08 Name: VEŽA DELOVÁ              |
| ja   | Datei hochladen | Torturm(sk) ObjektID: 606-440/18                  | 1936 Standort KG: Filakovo Konskr.Nr.: 1936            | predhradie II. - západná bránová veža      |              | č. NKP: 606-440/18 Stand des NKP: 2012-02-08 Name: VEŽA BRÁNOVÁ             |
| ja   | Datei hochladen | Bastion 1(sk) ObjektID: 606-440/19                | 1936 Standort KG: Filakovo Konskr.Nr.: 1936            | predhradie II. - západný bastión           |              | č. NKP: 606-440/19 Stand des NKP: 2012-02-08 Name: BASTIÓN I.               |
| ja   | Datei hochladen | Bastion 2(sk) ObjektID: 606-440/20                | 1936 Standort KG: Filakovo Konskr.Nr.: 1936            | predhradie II. - východný bastión          |              | č. NKP: 606-440/20 Stand des NKP: 2012-02-08 Name: BASTIÓN II.              |
| ja   | Datei hochladen | Burgmauer 1(sk) ObjektID: 606-440/21              | 1936 Standort KG: Filakovo Konskr.Nr.: 1936            | predhradie II. - južný hradbový múr        |              | č. NKP: 606-440/21 Stand des NKP: 2012-02-08 Name: MÚR HRADBOVÝ II.         |
| ja   | Datei hochladen | Zugangsbereich(sk) ObjektID: 606-440/22           | 1936 Standort KG: Filakovo Konskr.Nr.: 1936            | predhradie II. - južný prístupový priestor |              | č. NKP: 606-440/22 Stand des NKP: 2012-02-08 Name: PRIESTOR PRÍSTUPOVÝ      |
| ja   | Datei hochladen | Bastion(sk) ObjektID: 606-442/0                   | Baštová ul. 52 Standort KG: Filakovo Konskr.Nr.: 52    | kruhová - kruhová veža,mests.opevnenia     |              | č. NKP: 606-442/0 Stand des NKP: 2012-02-08 Name: BAŠTA                     |
| ja   | Datei hochladen | Franziskaner-Kloster(sk) ObjektID: 606-441/1      | Koháryho nám. 1 Standort KG: Filakovo Konskr.Nr.: 627? | františkánsky                              |              | č. NKP: 606-441/1 Stand des NKP: 2012-02-08 Name: KLÁŠTOR FRANTIŠKÁNOV      |
| ja   | Datei hochladen | Kirche(sk) ObjektID: 606-441/2                    | Koháryho nám. 3 Standort KG: Filakovo Konskr.Nr.: 1    | r.k.Nanebovzatia P.M. - františkánsky      |              | č. NKP: 606-441/2 Stand des NKP: 2012-02-08 Name: KOSTOL                    |

## Legende
Die Tabelle enthält im Einzelnen folgende Informationen:
| Foto:                    | Fotografie des Denkmals. |
| Denkmal / č. ÚZPF:       | Die Übersetzung der Bezeichnung des Denkmals, wie sie vom Slowakischen Denkmalamt (Pamiatkový úrad Slovenskej republiky) verwendet wird. Die Originalbezeichnung ist unter dem Fragezeichen angegeben. Fehlt die Übersetzung, so wird die Originalbezeichnung direkt angezeigt. Weiters ist die Objekt-Identifikationsnummer (Objekt ID) angeführt. Sie ist die offizielle, in der Slowakei eindeutige Nummer č. ÚZPF inklusive der zugehörigen Zählnummer, wie sie in den Daten des Denkmalamtes angegeben wird. Da diese nur innerhalb eines Landkreises gezählt wird, ist dessen Nummer der Denkmalnummer vorangestellt. |
| Standort:                | Wenn in der Liste vorhanden, ist die Adresse angegeben. In Klammern kann sich noch eine zusätzliche Adresse befinden, wenn es beispielsweise ein Eckhaus ist. Bei freistehenden Objekten ohne Adresse (zum Beispiel bei Bildstöcken) ist eine Adresse angegeben, die in der Nähe des Objekts liegt. Durch Aufruf des Links Standort wird die Lage des Denkmals in verschiedenen Kartenprojekten angezeigt. Darunter sind die Katastralgemeinde (KG) und, wenn vorhanden, die Konskriptionsnummer (Konskr. Nr.) angegeben.                                                                                                   |
| Offizielle Beschreibung: | Es ist die Kurzbeschreibung auf Slowakisch, wie sie in den offiziellen Listen angegeben ist, eingetragen. |
| Beschreibung:            | Kurze Angaben zum Denkmal auf Deutsch. |
| Metadaten:               | Zusätzlich werden, wenn in den persönlichen Einstellungen das Helferlein Dauerhaftes Einblenden von Metadaten aktiviert ist, ebensolche angezeigt. |

- Karte mit allen Koordinaten:
- OSM |
- WikiMap